# Мукерджи, Пранаб Кумар
Пранаб Кумар Мук(х)ерджи (бенг. প্রনব কুমার মুখার্জী, англ. Pranab Mukherjee; 11 декабря 1935, дер. Мирати, Бирбхум, Бенгалия, Британская Индия — 31 августа 2020) — индийский государственный деятель, 13-й президент Индии (2012—2017). Министр обороны (2004—2006), министр иностранных дел (1995—1996 и 2006—2009) и министр финансов (1982—1984 и 2009—2012).

## Биография
Родился в семье известного брахманского борца за свободу Индии, члена Индийского национального конгресса и Законодательного совета Западной Бенгалии (1952—1964) Камады Кинкара Мукерджи, проведшего более 10 лет в британских тюрьмах.
После окончания Калькуттского университета Пранаб Мукерджи получил степень магистра (в области истории, политологии и права) и начал трудовую деятельность в качестве преподавателя колледжа. Через некоторое время он покинул колледж и стал работать журналистом.
В 1969 году Мукерджи был впервые избран в верхнюю палату парламента Индии, таким образом начав свою парламентскую карьеру.
Активную политическую деятельность Пранаб Мукерджи начал в 1973 году, получив назначение на должность заместителя министра. В последующие годы, он занимал различные посты в правительстве Индии, в том числе возглавляя некоторые ведомства. Так в период с 1982 по 1984 год он занимал пост министра финансов Индии в последовательно сменивших друг друга правительствах Индиры и Раджива Ганди.
Также в течение восьми лет, с 2004 по 2012 год, Пранаб Мукерджи являлся лидером нижней палаты парламента Индии — Лок сабхи.
В 2004 году, после назначения Манмохана Сингха на пост главы правительства Индии, Мукерджи возглавил министерство обороны.
В 2006 году перешёл на работу в Министерство иностранных дел, возглавляя данное ведомство вплоть до 23 мая 2009 года.
24 января 2009 году Пранаб Мукерджи был назначен на пост министра финансов Индии.
В июле 2012 года покинул пост министра финансов для участия в президентских выборах. 19 июля 2012 года состоялись выборы, на которых за президентский пост боролись два кандидата: Пранаб Мукерджи, выдвинутый правящей коалицией, и бывший спикер нижней палаты парламента Пурно Агиток Сангма, единый кандидат оппозиции. Вероятность победы Мукерджи, оценивались наблюдателями как очень высокая. В итоге, по результатам выборов он стал абсолютным победителем, набрав около 70 % голосов выборщиков.
25 июля 2012 года Пранаб Мукерджи вступил в должность президента Индии, сменив на этом посту Пратибху Патил. В январе 2017 года он заявил, что не будет участвовать в президентских выборах 2017 года. Причины — преклонный возраст и пошатнувшееся здоровье.

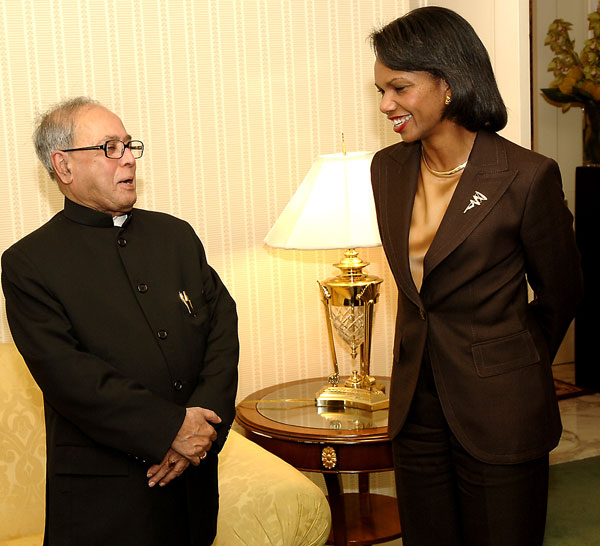
Госсекретарь США Кондолиза Райс и министр иностранных дел Пранаб Мукерджи. 26 сентября 2007.
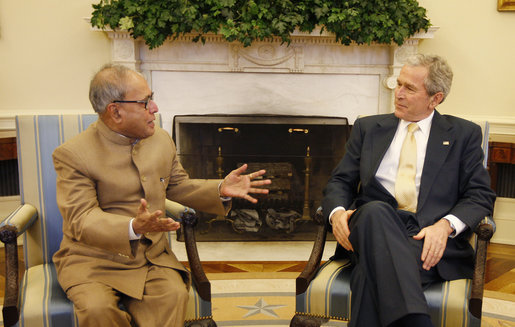
Министр иностранных дел Индии Пранаб Мукерджи на встрече с президентом США Джорджем Бушем младшим. 24 марта 2008
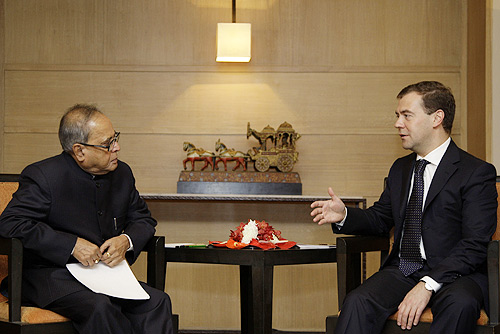
Президент России Дмитрий Медведев и министр иностранных дел Индии Пранаб Мукерджи. 5 декабря 2008.
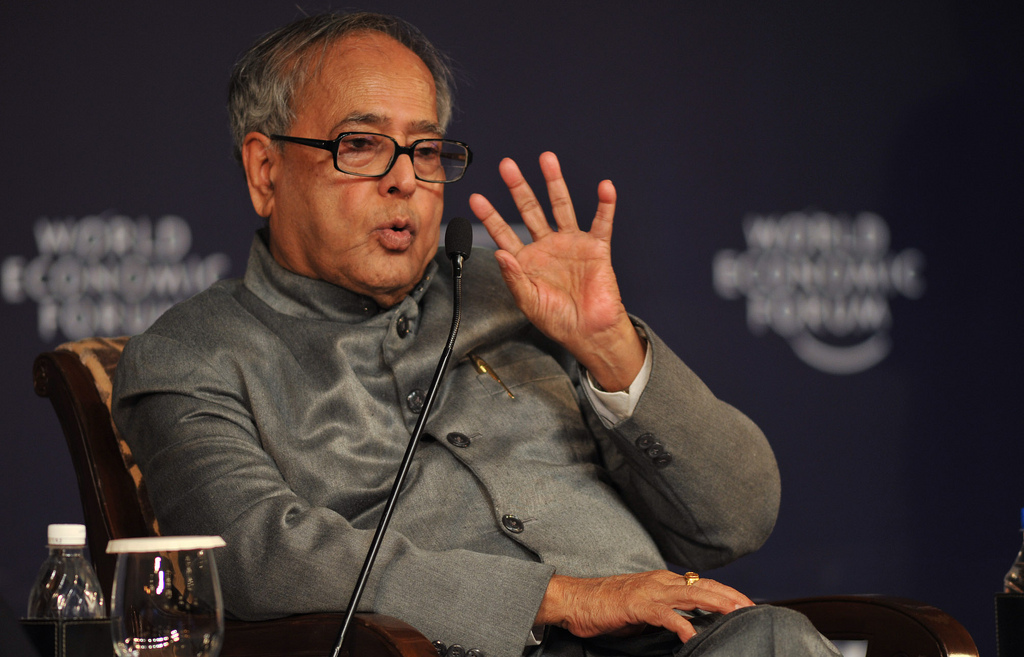
Пранаб Кумар Мукерджи на Всемирном Экономическом Форуме в Давосе. 2009 год.

## Болезнь и смерть
Во время пандемии COVID-19, 10 августа 2020 года, Мукерджи объявил в Twitter, что у него был положительный результат теста на COVID-19 перед операцией по удалению тромба в мозге. Он был госпитализирован после того, как случайно поскользнулся и упал в своей ванной. Он находился на искусственной вентиляции лёгких и в критическом состоянии в армейском научно-исследовательском госпитале в Дели.
13 августа больница сообщила, что Мукерджи находится в глубокой коме после операции на головном мозге; однако его жизненно важные показатели оставались стабильными. 19 августа R&R сообщил, что состояние здоровья Мукерджи ухудшилось, поскольку у него развилась лёгочная инфекция. 25 августа показатели его почек стали «слегка нарушенными», а несколько дней спустя состояние ухудшилось.
Мукерджи умер 31 августа 2020 года в возрасте 84 лет, что подтвердил его сын Абхиджит Мукерджи через Twitter. Его смерть наступила после того, как лечащий врач больницы подтвердил, что его здоровье ухудшилось рано утром в тот день, заявив, что днём ранее он находился в состоянии септического шока, который был вызван лёгочной инфекцией.

## Личная жизнь
Пранаб Мукерджи с 13 июля 1957 года был женат на Сувре Мукерджи (1940—2015). В семье трое детей: сыновья Абхиджит и Индраджит и дочь Шармиста.

## Награды
- Бхарат ратна (2019)[29].
- Падма вибхушан (2008)[30].
- Большой крест Национального ордена Республики Кот-д’Ивуар (июнь 2016 года, Кот-д’Ивуар)[31].
- Большая цепь ордена Макариоса III (28 апреля 2017 года, Республика Кипр)[32].